# Julien Garrigues
 (mars 2025).
Motif : absence de sources secondaires centrées sur cette personne, de qualité suffisante et pérennes pour démontrer une notoriété encyclopédique
- Archive Wikiwix
- Bing
- Cairn
- DuckDuckGo
- E. Universalis
- Gallica
- Google
- G. Books
- G. News
- G. Scholar
- Persée
- Qwant
- (zh) Baidu
- (ru) Yandex
- (wd) trouver des œuvres sur Wikidata

| 1. | Préciser le motif de la pose du bandeau. | Précisez le motif de la pose du bandeau en utilisant la syntaxe suivante : {{admissibilité à vérifier\|date=juillet 2025\|motif=remplacez ce texte par le motif}}                     |
| 2. | Informer les utilisateurs concernés.     | Pensez à avertir le créateur de l'article, par exemple, en insérant le code ci-dessous sur sa page de discussion : {{subst:avertissement admissibilité à vérifier\|Julien Garrigues}} |

Julien Garrigues, né le 30 octobre 1989 est un arbitre fédéral assistant français de football. Il est licencié au club du Football Club Dompierre Sainte Soulle depuis 2022.

## Biographie
Julien Garrigues a commencé sa carrière d'arbitre au sein de la Fédération Française de Football et a progressivement gravi les échelons. Il est promu arbitre fédéral 4 le 1er Juillet 2017 et est promu arbitre assistant de Ligue 2 pour la saison 2021/2022, jusqu'à officier en tant qu'arbitre assistant en Ligue 1. Parallèlement, il a également exercé des fonctions commerciales dans plusieurs entreprises spécialisées dans l'audition.

### Carrière d'arbitre
Julien Garrigues est affilié à la Fédération Française de Football et intervient régulièrement dans des matchs de différentes compétitions nationales, notamment en Coupe de France et en Ligue 1,.

#### Controverses
Julien Garrigues a été impliqué dans plusieurs polémiques arbitrales, lorsqu'il était encore arbitre central, souvent liées à des décisions contestées par les joueurs et les entraîneurs. Certains matchs qu'il a dirigés ont donné lieu à des réactions vives, notamment en raison d’expulsions jugées sévères ou de buts accordés malgré des situations litigieuses,.

### Carrière commerciale
En parallèle de sa carrière d’arbitre, Julien Garrigues occupe des fonctions de management commercial. Il a travaillé pour plusieurs entreprises du secteur de l'audition, notamment Starkey Hearing Technologies en tant que Responsable Régional des Ventes Centre Ouest depuis août 2023. Auparavant, il a exercé divers rôles dans des sociétés spécialisées dans les technologies auditives et les services à la personne.

## Statistiques*
*Comprenant les rôles d'arbitre central, arbitre assistant et arbitre VAR
| Catégorie                 | Nombres de Matchs |
| Ligue 1                   | 40                |
| Ligue 2                   | 66                |
| Playoffs Ligue 2/National | 1                 |
| National                  | 78                |
| National 2                | 23                |
| National 3                | 4                 |
| Coupe de France           | 13                |
| Amicaux internationaux    | 1                 |
| ------------------------- | ----------------- |